# Elmira Syzdykova
Elmira Syzdykova, född den 5 februari 1992 i Qaraghandy, är en kazakisk brottare.
Hon tog OS-brons i lätt tungvikt i samband med de olympiska tävlingarna i brottning 2016 i Rio de Janeiro.